# Fremde Kulturen in alten Berichten
Fremde Kulturen in alten Berichten ist eine deutschsprachige Buchreihe mit verschiedenen Reiseberichten und Reiseerzählungen vom 16. bis zum 19. Jahrhundert, die in jüngerer Zeit in Sigmaringen bzw. Stuttgart im Verlag Thorbecke erscheint (1996–2003). Ihren Schwerpunkt bildet die Schilderung außereuropäischer Kulturen. Die Reihe umfasst 14 Bände, der derzeit letzte Band erschien 2003. Einige Bände erschienen in späteren Auflagen.

## Bände
Die folgende Übersicht erhebt keinen Anspruch auf Aktualität oder Vollständigkeit:
- 1 Nachricht von der britischen Gesandschaftsreise nach China 1792–94. Johann Christian Hüttner; Sabine Dabringhaus. Sigmaringen Thorbecke [2002] 1996
- 2 Reisen im Orient. Lodovico de Varthema; Folker Reichert. Sigmaringen: Thorbecke [2002] 1996
- 3 Kunde von den Mongolen 1245–1247. Johannes de Plano Carpini; Felicitas Schmieder. Sigmaringen: Thorbecke [2002] 1997
- 4 Reisen eines Philosophen. Pierre Poivre. - Sigmaringen : Thorbecke, 1997
- 5 Die Malabarische Korrespondenz: tamilische Briefe an deutsche Missionare: eine Auswahl. Johann Ernst Gründler. Sigmaringen (Thorbecke), 1998.

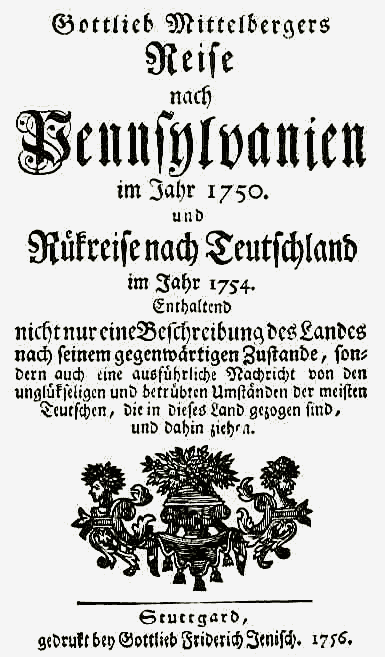
Gottlieb Mittelberger: Reise nach Pennsylvanien (Titelseite einer älteren Ausgabe)

- 6 Reise nach Pennsylvanien im Jahr 1750 und Rückreise nach Deutschland im Jahr 1754. Gottlieb Mittelberger; Jürgen Charnitzky. Sigmaringen: Jan Thorbecke Verlag, 1997.
- 7 Expedition ins unbekannte Sibirien. Johann Georg Gmelin; Dittmar Dahlmann; Jan Thorbecke Verlag. Sigmaringen: Jan Thorbecke Verlag, 1999.
- 8 Alexander in Indien: 327–325 v. Chr.: Antike Zeugnisse eingeleitet, übersetzt und erläutert von Johannes Hahn. Johannes Hahn; Stuttgart: Jan Thorbecke, 2000.
- 9 Entdeckungen in Australien: Briefe und Aufzeichnungen eines Deutschen 1855–1862 [Discoveries in Australia: A German's Letters and Papers 1855–1862]. Hermann Beckler. Stuttgart: Jan Thorbecke Verlag 2000
- 10 Beschreibung des mächtigen Königreichs Japan [1645]. François Caron; Detlef Haberland. Sigmaringen: Thorbecke, 2000.
- 11 Stimmen aus dem äußersten Norden: Wie die Grönländer Europa für sich entdeckten. Michael Harbsmeier. Stuttgart: J. Thorbecke, 2001
- 12 Athos : Reisen zum Heiligen Berg 1347–1841. hrsg., eingeleitet und kommentiert von Folker Reichert und Gerrit J. Schenk. Stuttgart : Thorbecke, 2001[3] (Texte von Nikephóros Gregorás, Ruy González de Clavijo, Cristoforo Buondelmonti, Pero Tafur, Ciriaco d’Ancona, Pierre Belon, John Covel, François Braconnier, Gerasim Zelić, Lord Byron, David Urquhart, Robert Curzon, August Grisebach, Jakob Philipp Fallmerayer)
- 13 Der Kreuzzug Friedrich Barbarossas 1187–1190: Bericht eines Augenzeugen.[4] Ansbertus (Ansbert); Arnold Bühler. Stuttgart: Thorbecke, 2005, 2002
- 14 Reise zur Mitte der Welt: die Geschichte von der Suche nach der wahren Gestalt der Erde. Charles-Marie de La Condamine; Barbara Gretenkord. Sigmaringen: Thorbecke, 2003.